# Macrocneme adonis
Macrocneme adonis är en fjärilsart som beskrevs av Druce 1884. Macrocneme adonis ingår i släktet Macrocneme och familjen björnspinnare. Inga underarter finns listade i Catalogue of Life.